# Barbarossa (настільна гра)
Barbarossa — настільна гра, створена Клаусом Тойбером. Це комбінація дедукційної гри та гри на вгадування із використанням пластиліну. У 1988 році гра отримала премію Spiel des Jahres .
Гра тематично базується на легенді про Киффгойзер, згідно з якою імператор Фрідріх I, відомий як Барбаросса, спить століттями в печері Барбаросси, сидячи за кам’яним столом, доки його червона борода обростає стіл. Легенда стала широко відомою в німецькомовному світі у XIX столітті, зокрема завдяки казці Братів Грімм Фрідріх Рудобородий у Киффгойзері (1816).

## Мета гри
Мета гри для 3–4 (або до 6 у деяких версіях) гравців віком від 12 років — першим піднятися на Сходи Загадок і стати Майстром Загадок. Для цього гравці створюють власні загадки з пластиліну та намагаються розгадати загадки інших, задаючи правильні питання. За кожну розгадану загадку гравець просуває свій Чарівний Капелюх. Важливо створювати загадки оптимальної складності: якщо загадка занадто легка або надто складна, гравець змушений рухати свою фігурку назад наприкінці гри.

## Ігровий процес

### Фаза створення
На початку гри кожен гравець ліпить із пластиліну два (для 4 гравців) або три (для 3 гравців) об’єкти й розміщує їх у центрі ігрового поля. Це один із ключових елементів гри. У правилах наведено список із 720 понять для натхнення, але в альтернативному варіанті можна вибирати власні поняття, уникаючи абстрактних (наприклад, любов чи народження) та матеріалів (наприклад, лід чи дерево).

### Фаза запитань
Гравці переміщують свої фігурки по круговій доріжці в печері Барбаросси, відвідуючи різні локації. На певних полях починаються раунди запитань щодо виліплених об’єктів. Спочатку задаються загальні питання до будь-якої загадки, на які автор відповідає «так», «ні», «можливо» або «неможливо однозначно відповісти». Питання про конкретні літери, кількість літер чи прямі здогадки заборонені. Гравці мають стежити, щоб їхні питання не давали суперникам додаткових підказок. У другому раунді можна спробувати розгадати загадку, записавши відповідь на своїй Чарівній Таблиці і показавши її автору. Якщо гравець отримав дві відповіді «ні» або зробив спробу розгадки, хід передається наступному гравцеві. Якщо гравець, не будучи на ході, здогадується про розгадку завдяки почутим питанням і відповідям, він може використати один із трьох Каменів Прокляття, щоб записати відповідь.
Під час подорожі печерою гравці можуть потрапляти на поля, які дозволяють дізнатися одну літеру загаданого слова. Також у кожного є Камені Ельфів, які дозволяють уникнути невдалих ходів кубиком, щоб не потрапляти на поля, вигідні суперникам.

### Завершення гри
Гра закінчується, коли хтось досягає вершини Сходів Загадок або коли 13-й спис вставлено в одну з 8 чи 9 загадок (кожна загадка може бути розгадана двічі й позначається чорним списом).

## Історія створення
Barbarossa була розроблена Клаусом Тойбером і вперше представлена як прототип із «ігрового поля, кількох фігурок і купи пластиліну» на Геттінгенському з’їзді авторів ігор у 1986 році. У 1988 році гра вийшла у видавництві ASS із прямокутним ігровим полем. У 1997 році Kosmos випустив перевидання під назвою Barbarossa із круглим полем, яке дозволяло грати до 6 осіб. У 2001 році цю версію поширював Rio Grande Games у США. У 2005 році вийшло оновлене видання в серії Клаус Тойбер Класика від Catan GmbH із полем, що складається лише зі шкали підрахунку, для 3–4 гравців. Mayfair Games поширює цю версію в США, а daVinci Editrice — в Італії. Для дітей у 1992 році вийшло видання Junior Barbarossa, яке зараз не видається. У 2015 році Kosmos випустив оновлену версію під назвою Knätsel.
Історія створення гри описана в книзі Пітера Густава Бартшата «Під знаком шестикутника».